# Rolf Böttcher (Diplomat)
Rolf Böttcher (* 1935) ist ein ehemaliger deutscher Diplomat. Er war Botschafter der DDR in der Republik Finnland.

## Leben
Böttcher studierte von 1957 bis 1959 an der Deutschen Akademie für Staats- und Rechtswissenschaft in Potsdam-Babelsberg Außenpolitik und schloss sein Studium 1959 als Diplom-Staatswissenschaftler ab.
Seit 1959 war er Mitarbeiter im Ministerium für Auswärtige Angelegenheiten der DDR (MfAA). 1959/60 war Böttcher Attaché, von 1963 bis 1966 und von 1969 bis 1972 Dritter, dann Zweiter, schließlich Erster Sekretär an der DDR-Handelsvertretung in Helsinki. Zwischen 1973 und 1975 absolvierte er ein Zusatzstudium an der Diplomatenakademie in Moskau. Von 1975 bis 1978 fungierte Böttcher als Botschaftsrat an der Botschaft der DDR in Helsinki. Zwischen 1978 und 1981 war er als Sektorenleiter im MfAA tätig. Von 1981 bis 1986 war er Botschaftsrat und Geschäftsträger der Botschaft in der Republik Island. Von 1987 bis 1990 war er schließlich Botschafter der DDR in Helsinki.